# Brunryggig prakttrast
Brunryggig prakttrast (Ptilorrhoa castanonota) är en fågel i familjen vakteltrastar inom ordningen tättingar.

## Utseende och läte
Brunryggig prakttrast är en medelstor och långstjärtad trastlik fågel. Den är djupt blå på buk och vingar, med lysande vit strupe kantad av en svart strimma. Övergumpen är blå hos hanen, kastanjebrun hos honan. Alla hanar och vissa honor har ett blått streck över ögat, medan andra honor har ett ljust streck. Arten är lik både blå prakttrast och brunkronad prakttrast, men denna art är kastanjebrun på rygg och hjässa. Lätet består av en lång monoton vissling eller ett explosivt "chew! chew!".

## Utbredning och systematik
Brunryggig prakttrast delas in i sju underarter:
- Ptilorrhoa castanonota castanonota - förekommer i Västpapua (berg på Vogelkophalvön)
- Ptilorrhoa castanonota saturata - förekommer i Västpapua (Nassau Mountains)
- Ptilorrhoa castanonota uropygialis - förekommer på Västpapua (norrsluttningar på Snow Mountains)
- Ptilorrhoa castanonota buergersi - förekommer i centrala Nya Guinea (Sepik Mountains)
- Ptilorrhoa castanonota par - förekommer i östra Nya Guinea (Saruwaged Mountains)
- Ptilorrhoa castanonota pulchra - förekommer i berg i sydöstra Nya Guinea
- Ptilorrhoa castanonota gilliardi - förekommer på Batanta och Yapen

## Status och hot
Arten har ett stort utbredningsområde, men tros minska i antal, dock inte tillräckligt kraftigt för att den ska betraktas som hotad. Internationella naturvårdsunionen IUCN listar arten som livskraftig (LC).